# 原儿茶醛
原儿茶醛（英語：。3,4-二羟基苯甲醛）是一种酚醛类天然产物，可从木栓进入酒类。
原儿茶醛在小米辣（学名Capsicum frutescens，是辣椒的一种）中为香草醛生物合成的前体，同时也在蕈类裂蹄熱帶孔菌（学名Phellinus linteus）中有发现。